# Умершие в октябре 2009 года
Это список известных людей, соответствующих установленным критериям значимости (см. Википедия:Критерии значимости персоналий), умерших в октябре 2009 года.
Причина смерти указывается лишь в исключительных случаях (убийство, самоубийство, гибель в результате военных действий, смертная казнь, ДТП или несчастные случаи). В остальных случаях — не указывается.

## Список
- 1 октября — Насретдинова, Зайтуна Агзамовна (86) — первая профессиональная балерина Башкирии, народная артистка СССР (1955)[1].
- 1 октября — Чиладзе, Отар Иванович (76) — грузинский писатель, лауреат Государственной премии Грузии, премий Руставели и им. Ильи Чавчавадзе, народный депутат СССР (1989—1991)[2].
- 1 октября — Тимофеев, Рюрик Александрович (83) — командир электромеханической боевой части (БЧ-5) АПЛ «К-3», Герой Советского Союза[3].
- 2 октября — Голембиовский, Игорь Несторович (74) — советский и российский журналист, в 1991—1997 гг главный редактор газеты «Известия»[4].
- 2 октября — Иван Тарханов (88) — доктор юридических наук, профессор, заслуженный юрист Российской Федерации.
- 2 октября — Эдельман, Марек (87) — последний руководитель восстания в Варшавском гетто[5]
- 3 октября — Басилая, Александр Александрович (67) — композитор, народный артист Грузии, худрук ансамбля «Иверия»[6].
- 3 октября — Владимир Беэкман (80) — эстонский писатель, переводчик и общественный деятель.
- 3 октября — Ковлягин, Анатолий Фёдорович (71) — бывший глава администрации Пензенской области (1993—1998)[7].
- 3 октября — Мон, Рейнхард (88) — немецкий миллиардер, создатель медиаимперии Bertelsmann (в её современном виде)[8].
- 3 октября — Шах-Парон, Олимпиада Ивановна (87) — заслуженная артистка Республики Беларусь.
- 3 октября — Фатима (98) — бывшая королева Ливии (1951—1969), вдова короля Идриса I[9].
- 4 октября — Давидович, Всеволод Евгеньевич (87) — советский и российский философ, доктор философских наук, профессор.
- 4 октября — Накагава, Сёити (56) — бывший министр финансов Японии (2008—2009)[10]
- 4 октября — Соса, Мерседес (74) — аргентинская певица, известная как «Голос Латинской Америки» и «Голос безгласных»[11].
- 5 октября — Гельфанд, Израиль Моисеевич (96) — математик, академик РАН (1984)[12].
- 5 октября — Фёдор Дьяков (85) — народный художник Российской Федерации.
- 5 октября — Траугот, Валерий Георгиевич (73) — российский книжный график[13][14].
- 6 октября — Майхофер, Вернер (90) — министр внутренних дел ФРГ (1974—1978)[15].
- 6 октября — Покровская, Людмила Александровна — доктор филологических наук, профессор, исследователь языка и фольклора гагаузов[16].
- 7 октября — Пенн, Ирвин (92) — американский фотограф-портретист, главный фотограф «Vogue», автор знаменитого фотопортрета Пабло Пикассо 1957 года[17].
- 9 октября — Иваньков, Вячеслав Кириллович (известен также как «Япончик») (69) — вор в законе[18].
- 9 октября — Николаев, Валентин Александрович (89) — советский футболист, тренер, заслуженный мастер спорта СССР (1948), заслуженный тренер СССР (1970)[19].
- 9 октября — Поздняев, Михаил Константинович (56) — русский поэт, эссеист, журналист[20].
- 9 октября — Шиманяк, Хорст (75) — германский футболист[21].
- 9 октября — Шессе, Жак (75) — швейцарский писатель, первый не француз, получивший Гонкуровскую премию (1973, роман «Людоед»)[22].
- 9 октября — Санмарко, Луи Мариус Паскаль (97) — губернатор, Верховный комиссар заморской территории Убанги-Шари (1954—1958), в наст. время Центрально-Африканская республика[23].
- 9 октября — Воропаев, Михаил Гаврилович (89) — бывший первый секретарь Челябинского обкома КПСС (1970—1984)[24].
- 9 октября — Рыбинцев, Федор Иванович (88) — генерал-лейтенант в отставке, бывший начальник управления особых отделов КГБ СССР по Дальневосточному военному округу (1983—1987)[25].
- 9 октября (?) — Хитрун, Леонид Иванович (79) — бывший министр машиностроения для животноводства и кормопроизводства СССР (1986—1987), первый секретарь Рязанского обкома КПСС (1987—1991)[26][27], Архивная копия от 22 ноября 2009 на Wayback Machine</ref>.
- 10 октября — Яков Борейко (85) — герой ВОВ, штурмовик-разведчик.
- 10 октября — Гейтли, Стивен (33) — ирландский поп-певец, вокалист группы Boyzone[28].
- 10 октября — Хамраев, Искандер Абдурахманович (75) — советский и российский кинорежиссёр и сценарист, заслуженный деятель искусств РФ (1998)[29] Архивная копия от 25 февраля 2010 на Wayback Machine[30] (недоступная ссылка)</ref>.
- 11 октября — Марти-и-Аланис, Жоан (80) — испанский священнослужитель и сокнязь Андорры (1971—2003)[31].
- 12 октября — Гохберг, Израиль Цудикович (81) — советский и израильский математик[32].
- 12 октября — Калатозишвили, Михаил Георгиевич (50) — российский кинорежиссёр, актёр и сценарист; инфаркт[33].
- 13 октября — Ефремов, Анатолий Антонович (57) — бывший губернатор Архангельской области (1996—2004)[34].
- 13 октября — Эл Мартино (82) — американский эстрадный певец (crooner) итальянского происхождения[35][36].
- 14 октября — Михаил Гуреев (88) — Герой Советского Союза.
- 14 октября — Жилин, Виктор Степанович (86) — советский футболист и тренер.
- 14 октября — Файнберг, Александр Аркадьевич — народный поэт Узбекистана[37].
- 14 октября — Сахаров, Всеволод Иванович (63) — российский литературовед[38].
- 15 октября — Боков, Виктор Фёдорович (95) — российский поэт, почетный гражданин Сергиево-Посадского района Московской области[39].
- 15 октября — Роберт Кей (62) — английский общественный деятель, директор и один из основателей Elton John AIDS Foundation[40].
- 15 октября — Владимир Тырса (86) — полковник Советской Армии, участник Великой Отечественной войны, Герой Советского Союза.
- 16 октября — Шугуров, Лев Михайлович (75) — советский и российский журналист, автоисторик, инженер-конструктор, комментатор автогонок Формула-1 в 90-е гг[41].
- 17 октября — Виккери, Брайан Кемпбелл (91) — английский библиотекарь, специалист в области информационных наук и химик.
- 17 октября — Кашпур, Владимир Терентьевич (82) — советский и российский актёр театра и кино, народный артист России[42].
- 18 октября — Лыкшин, Василий Сергеевич (22) — актёр[43].
- 18 октября — Александр Журов (24) — гимнаст цирка Cirque du Soleil; несчастный случай[44].
- 18 октября — Шаролапова, Таисия Фёдоровна (84) — Герой Социалистического Труда[45].
- 19 октября — Глазунов, Кирилл Евгеньевич (85) — советский и российский актёр театра и кино, заслуженный артист России (2006)[46].
- 19 октября — Алексей Коркищенко (83) — русский советский писатель-прозаик и очеркист.
- 19 октября — Ласкари, Кирилл Александрович (73) — российский и советский артист балета, балетмейстер, литератор, заслуженный деятель искусств России (2002), брат Андрея Миронова[47].
- 19 октября — Малов, Анатолий Васильевич (86) — советский российский учёный, зоотехник.
- 19 октября — Рыкунин, Николай Николаевич (94) — народный артист РСФСР, участник известного советского эстрадного дуэта «Шуров и Рыкунин»[48].
- 19 октября — Джозеф Уайсмен (91) — канадский актёр (Доктор Но)[49].
- 20 октября — Накамарра, Дорин Рид — австралийская художница-абориген.
- 20 октября — Рязанов, Юрий Сергеевич (22) — российский гимнаст. Чемпион Европы — 2008. Погиб в ДТП[50].
- 21 октября — Вассалли, Джулиано (94) — бывший министр юстиции Италии (1987—1991), председатель Конституционного суда (1999—2000)[51].
- 22 октября — Михаил Брагинский (84) — советский и российский правовед.
- 22 октября — Шоню, Пьер (86) — французский историк[52].
- 21 октября — Геннадий Гарбузов (79) — советский боксёр.
- 22 октября — Дон Лейн (75) — американский и австралийский телеведущий ток-шоу и певец.
- 22 октября — Алексей Понсов (89) — театральный художник, технолог, педагог.
- 22 октября — Середа, Эдуард Иосифович (87) — советский клоун[53].
- 23 октября — Сидоров, Яков Ильич (89) — бывший заместитель начальника Главного управления Генерального штаба Вооруженных Сил СССР, генерал-полковник в отставке[54].
- 24 октября — Тишенков, Владимир Дмитриевич (Шкет) (49) — шоумен и телеведущий; остановка сердца[55].
- 25 октября — Пятигорский, Александр Моисеевич (80) — философ, один из основателей Тартуско-московской семиотической школы; сердечный приступ[56].
- 25 октября — Чибин, Камилло (83) — генерал, глава жандармского корпуса государства Ватикан (1971—2006)[57].
- 25 октября — Гринкевич, Дмитрий Александрович (86) — бывший начальник Главного штаба — первый заместитель главнокомандующего Сухопутными войсками, генерал-полковник в отставке[58].
- 26 октября — Алексей Логунов (70) — русский советский детский поэт.
- 26 октября — Людмила Солнцева (82) — психолог.
- 27 октября (?) — Варгин, Сергей Павлович (83) — бывший член военного совета — начальник политического управления Северного флота (1985—1990), вице-адмирал в отставке[59].
- 27 октября — Замечник, Пол (96) — американский биохимик и молекулярный биолог, первооткрыватель транспортной РНК (совместно с Малон Хоуклэнд) и пионер антисмысловой терапии[60].
- 27 октября — Коппола, Август (75) — профессор в области литературы в университете Сан-Франциско, отец звезды Голливуда Николаса Кейджа, брат кинорежиссёра Фрэнсиса Форда Копполы; инфаркт[61].
- 28 октября — Касьян, Николай Андреевич (72) — украинский мануальный терапевт[62].
- 28 октября — Иларион (Димитр Драганов Цонев) (96) — митрополит Доростольский, Болгарская православная церковь[63].
- 28 октября — Тейлор Митчелл (19) — канадская певица; загрызли койоты[64].
- 28 октября (?) — Молев, Александр Валентинович (57) — российский скульптор[65].
- 29 октября — Ригер, Юрген (63) — немецкий адвокат и политик, вице-председатель федеральной структуры НДПГ с мая 2008 года и руководитель гамбургской организации НДПГ с февраля 2007 года; инсульт[66].
- 29 октября — Егорова, Анна Александровна (91) — военная лётчица, Герой Советского Союза[67].
- 30 октября — Вязьмикин, Игорь Викторович (43) — российский хоккеист, экс-нападающий сборной СССР[68].
- 29 октября — Исаак Кац (87) — российско-израильский пианист и музыкальный педагог.
- 30 октября — Леви-Стросс, Клод (100) — французский антрополог и этнолог, создатель школы структурализма в этнологии; сердечный приступ[69].
- 30 октября — Амарижо, Жувенал (85) — бразильский футболист, экс-защитник сборной Бразилии[70].
- 30 октября — Веселы, Франтишек (65) — чехословацкий футболист, участник ЧМ-1970 и ЧЕ-1976[71].
- 31 октября — Сорокин, Степан Андреевич (86) — участник Великой Отечественной войны.
- 31 октября — Цянь Сюэсэнь (97) — основоположник космической программы КНР[72].